# Gerhoh (Eichstätt)
Gerhoh († 2. Februar 806?) war Bischof von Eichstätt von 787(?) bis 806(?).
Gerhoh stammte aus einer führenden Schicht des Frankenreiches und war vermutlich mit Gerold II., dem Schwager Karls des Großen, verwandt. Für seine Ernennung zum Bischof hatte wahrscheinlich sein Vorgänger, Willibald von Eichstätt, gesorgt; Gerhoh war sein Taufkind. Willibald starb an einem 7. Juli, wahrscheinlich des Jahres 787. Schon bald danach wandelte Gerhoh als Bischof von Eichstätt das Benediktinerkloster Heidenheim in ein Chorherrenstift um, wobei die Säkularkanoniker nur einen Teil der Güter erhielten, während er den anderen Teil zugunsten des Bistums über einen Meierhof bewirtschaften ließ. In diese Zeit fiel auch die Gründung des Klosters Herrieden. 793 belehnte ihn Karl der Große, der sich an der im Bau befindlichen Fossa Carolina aufhielt, mit dem Kloster Murbach im Elsass und setzte ihn als Abtbischof ein. 794 nahm Gerhoh an der Reichssynode in Frankfurt teil, auf der Bayernherzog Tassilo III. gezwungenermaßen abdankte; dadurch kam das Bistum Eichstätt endgültig an das Frankenreich. Mit der Auflösung des Bistums Neuburg an der Donau im Jahr 798 und der Neufestsetzung der Bistumsgrenzen konnte Gerhoh den nördlich der Donau gelegenen Sualafeldgau in sein Bistum einverleiben.
Gerhoh baute wahrscheinlich den ersten Eichstätter Dom, während das Willibaldinische Kloster innerhalb seiner Mauern über einen eigenen Sakralraum verfügte.
Gerhoh vermachte nach mittelalterlicher Quelle zu seinem Lebensende seinen Privatbesitz der Bischofskirche, darunter wertvolle Gegenstände wie einen goldenen Tragaltar, der sich nicht erhalten hat. Das Todesjahr ist nur indirekt überliefert; 805 ist er noch in einer Urkunde des Klosters Murbach erwähnt.